# Petrophora romanaria
Petrophora romanaria är en fjärilsart som beskrevs av Franz Dannehl 1928. Petrophora romanaria ingår i släktet Petrophora och familjen mätare. Inga underarter finns listade i Catalogue of Life.